# Palast des Zimri-Lim

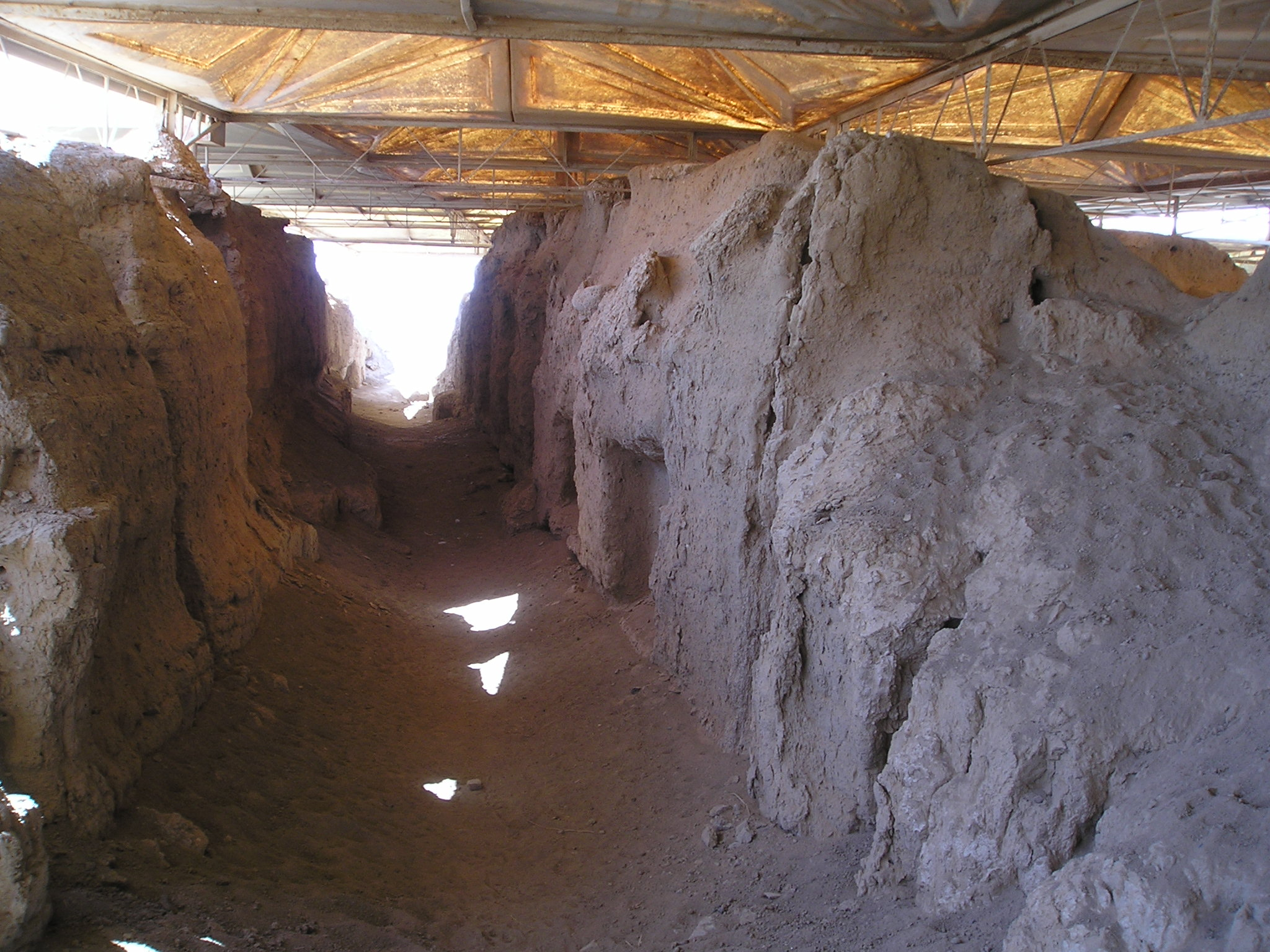
Ausgrabungsstätte des Palastes in Mari

Der Palast des Zimri-Lim ist ein altbabylonischer Monumentalbau in Mari, der bei der Eroberung Maris durch Hammurapi in der Mitte des 18. Jahrhunderts v. Chr. zerstört wurde. Es handelt sich dabei nur um die jüngste Bauphase eines Gebäudes, das bereits zuvor von Šamši-Adad I. und seinem Sohn Jasmach-Addu und davor von anderen Mitgliedern der Lim-Dynastie genutzt wurde.
Bekannt wurde der Palast vor allem wegen seiner Größe und seines guten Erhaltungszustandes, aber auch wegen seiner berühmten Funde wie den Tontafelarchiven, der Wassersprudelnden Göttin und der Wandmalereien auf dem Palmen-Hof. Der Palast ist in mehrere Funktionsbereiche aufgeteilt, die ihrerseits strikt voneinander abgetrennt und oft nur über lange Korridore zugänglich sind. Schaltstelle ist ein zentraler Hof, an welchen sich Administrations- und Magazinräume anschlossen. Die Residenz des Königs und der Harem befinden sich im Bereich eines zweiten Hofes. Eine detaillierte Funktionsanalyse der einzelnen Palastbereiche ist jedoch nicht möglich, da deren Inventar bei der Verwüstung im Rahmen der Eroberung durch Hammurapi über den gesamten Palast verteilt wurde.
In der südöstlichen Ecke des Palastes lag ein Tempel, der jedoch bereits vor der Zerstörung des Palastes profaniert war. Der Komplex bestand aus mehreren in der Art eines Hürdenhauses um einen Hof gruppierten Räumen, wobei die Fassade der Cella mit dem für Tempel in Mesopotamien typischen Pfeiler-Nischen-Dekor versehen war. 